# Hosei University Press
Hosei University Press (法政大学出版局 (Hōsei Daigaku Shuppankyoku Secția editorială a Universității Hosei?)) este o editură japoneză, organizată ca o fundație în cadrul universității private Hosei.

## Prezentare generală
Fiind condusă de către rectorul universității Hosei, editura publică preponderent materiale legate de activitatea universității sale. Cu toate că editura este strâns legată de corpul didactic și de cercetare al universității Hosei, ea este independentă din punct de vedere organizațional și financiar.

## Istoric
Editura a fost fondată în decembrie 1948 ca parte a proiectului de aniversare a 70 de ani universității Hosei. Ea continuă să publice de atunci manuale și cărți traduse.

## Publicațiile principale
Materialele de cercetare sunt reprezentate prin cunoscuta serie „Cercetări în știința istorică” (49 volume publicate), iar materialele traduse prin seria „Universitas” (aproximativ 1.000 de volume publicate).

## Adresa
Editura se află în campusul Ichiguchizaka al Universității Hosei (Tokio 102-0073, sectorul Chiyoda, Kudankita 3-2-7).

## Autori români publicați de editură
- Emil Cioran, Ashiki zôbusshu („Le mauvais démiurge”), 1984, traducere de Hiroshi Kanai[1]
- Emil Cioran, Yotsuzakikei („Ecartèlement”), 1986; traducere de Kanai Yû[2]
- Emil Cioran, Omâzyu no kokoromi („Exercises d'admiration”), 1988; traducere de Kanai Yû[3]
- Emil Cioran, Giman no syo („Le livre des leurres”), 1995; traducere de Kanai Yû[4]
- Emil Cioran, Haisya no kitôsyo („Bréviaire des vaincus”), 1996; traducere de Kanai Yû[4]
- Emil Cioran, Sioran taidansyu („Entretiens”), 1998; traducere de Kanai Yû[5]
- Andrei Codrescu, Gaibu no syôsitu. Bomei e no manifesuto („The disappearance of the outside”), 1993: traducere de Yukio Rizawa[6]
- Mircea Eliade, Muntouriyasa-dōri de („Pe strada Mântuleasa”), 1977; traducere de Atsushi Naono[7][8]

## Legături externe
- Site-ul oficial al fundației Hosei University Press / 法政大学出版局